# Gilbert Brisbois
Pour les articles homonymes, voir Brisbois.
Gilbert Brisbois est né le 27 septembre 1974 à Strasbourg. Il est journaliste sportif, commentateur sportif et animateur radio français.

## Biographie

### Début de carrière
Gilbert Brisbois rejoint RMC en 1998 sous l'ère Pierre Fabre à Monaco, il est alors reporter et fait de l'information générale. Il s'installe ensuite en Australie pendant deux ans où il suit entre autres les Jeux olympiques de Sydney ou l'Open d'Australie de tennis.
En janvier 2001, à la suite du rachat de RMC par Alain Weill, il est de retour en France, à Paris. Il commence par couvrir les plus grandes rencontres de football (Coupe des confédérations 2001, CAN 2002, Coupe du monde 2002, Ligue des Champions ou Équipe de France).
De 2002 à 2012, il anime l'Intégrale Foot et le multiplex de Ligue 1 (remplacé par Florian Genton de 2006 à 2008 puis Fabien Lefort de 2008 à 2010) et devient la voix du football sur RMC avec Jean Resseguié.
Dès février 2004, le directeur du service des sports François Pesenti met une cellule olympique en place avec Gilbert Brisbois, François-Xavier de Châteaufort, Pierre Dorian et Jean-François Maurel chargée du suivi quotidien de l'actualité des Jeux olympiques d'Athènes.

### Création de l'After Foot(avril 2006)
En avril 2006, totalement inédit en France, il crée une émission d'après-match, l'After Foot. Une émission qu'il présentera à chaque fin de match (Ligue des champions, Coupe UEFA, Ligue 1, Coupe de la Ligue, Coupe de France...) jusqu'en août 2007 avec les consultants de la station Rolland Courbis et Jean-Michel Larqué.
À la rentrée 2007, il perd l'animation de l'After Foot au profit d'Alexandre Delpérier. Mais il reste tout de même animateur de cette émission chaque weekend.

### Court passage sur Europe 1 (juillet 2008)
Fin mai 2008, Gilbert Brisbois annonce qu'il quitte RMC pour remplacer Laurent Luyat à la tête du Multiplex Europe 1, les vendredis et les samedis. François Pesenti décide d'interrompre leur relation alors qu'il devait couvrir l'Euro 2008[réf. nécessaire].
Pendant ce championnat d'Europe, il est libre donc il est chroniqueur dans l'émission Jour de sport sur Canal+ Sport présentée par Valérie Amarou et Victor Robert. Puis, il commente des matchs à la télé sur NT1 et écrit des articles pour le quotidien La Tribune.
En juillet 2008, il participe aux émissions Europe Sport avec Jean-Philippe Lustyk. Mais à l'annonce de l'arrivée d'Alexandre Delpérier et Alexandre Ruiz il démissionne, les promesses qui lui avait été faites n'ayant pas été tenues[réf. nécessaire].

### Retour sur RMC (depuis novembre 2008)
Le 3 septembre 2008, Florent Gautreau animateur interimaire de l'After Foot annonce que Gilbert Brisbois fera son retour en novembre après son "faux-départ" sur Europe 1.
Le 2 novembre, il effectue son retour sur RMC et reprend l'animation de l'After Foot du dimanche au jeudi aux côtés de Daniel Riolo avec Jean-François Pérès et Florent Gautreau.
À la rentrée 2010, Gilbert Brisbois devient animateur de Coach Courbis, du mardi au jeudi 20 h-22 h, et du multiplex de Ligue 1, le samedi 18 h 30-23 h, en plus de l'After du dimanche au jeudi entre 22 h et 0 h.
Au début de l'année 2010 et 2011, Gilbert Brisbois est en Angola pour la CAN 2010 et au Qatar pour la Coupe d'Asie des nations.
Le 1er septembre 2012, Gilbert Brisbois devient coanimateur, avec Serge Simon, des GG du sport déclinaison des Grandes Gueules d'Alain Marschall et Olivier Truchot.
Elle a lieu chaque samedi et dimanche, de 10 h à 13 h. Le samedi, Gilbert Brisbois et Serge Simon sont entourés de la Dream Team Football de RMC Sport (Luis Fernandez, et Éric Di Meco) lors de la première heure pour les débats football puis de 11 h à 13 h, Maryse Éwanjé-Épée, Daniel Costantini, Sarah Pitkowski, Patrice Dominguez, Jacques Monclar, Denis Charvet, Thomas Lombard, Céline Géraud, Olivier Girault, Amaury Leveaux ou Thierry Bourguignon débattent de l'actualité omnisports. Le dimanche, toujours de 10 h à 11 h, Jean-Michel Larqué est présent pour des débats football, le reste de l'émission est consacré à des débats omnisports avec les consultants. Pendant les week-ends de Coupe d'Europe de rugby et Tournoi des Six Nations, Bernard Laporte est également de la partie.
En août 2014, Gilbert Brisbois cesse la co-animation des Grandes Gueules du sport. Christophe Cessieux lui succède à ce poste.
Le 25 août 2014, Gilbert Brisbois prend la co-animation de Luis attaque avec Luis Fernandez du lundi au jeudi entre 19 h et 20 h 30 puis entre 18h et 20h à partir de 2015. Il devient également co-animateur de Larqué Foot chaque dimanche de 18 h à 20 h avec Jean-Michel Larqué. À partir de 2015, Larqué Foot n'est plus diffusé le week-end. En 2016, l'émission Luis attaque s'arrête aussi.
Depuis le 30 mars 2009, il y a le Grand After, émission se déroulant de 20 h à minuit (21 h-0 h depuis janvier 2011) chaque lundi. Un an plus tard, il fonde le « Grand After Tour » où lui avec toute son équipe part en tournée dans toute la France et se déplace dans une ville (Paris, Lyon, Marseille, Lille et Bordeaux) afin d'y organiser un tournoi de futsal. Pour la saison 2010-2011, il recommence le Grand After Tour en partenariat avec EA Sports, il était à Marseille (le 13 septembre), à Auxerre (le 27 septembre), à Rennes (le 1er novembre), à Lyon (le 29 novembre), à Brest (le 17 janvier) et à Saint-Étienne (le 14 février), à Nice (le 21 mars) et à Lille (le 25 avril).
Le 24 juin 2009, il fait un After spécial jusqu'à 2 h du matin qui s'intitule « La nuit de l'After » en direct de l'Eden Park Café. Après la qualification de l'équipe de France à la Coupe du Monde 2010, à la suite des barrages retour contre la république d'Irlande, il renouvelle La Nuit de l'After jusqu'à 2 h du matin au bar sportif Le Players.
Lors de la Coupe du monde 2010, il anime, avec Rolland Courbis et Daniel Riolo, l'After Foot, en direct de l'Adidas Store sur les Champs-Élysées à Paris, en simultané sur MSN.fr.
En juin 2010, Gilbert Brisbois rejoint BFM TV, en animant la rubrique Coup Franc de 18 h 25 à 19 h 25, dans le QG de l'info de Thomas Sotto, ainsi qu'une partie de l'After Foot de 22 h 45 à 23 h.
À la suite du succès de l'After Foot pendant le mondial, Gilbert Brisbois revient sur BFM avec ses compères Rolland Courbis et Daniel Riolo à partir de septembre 2010, chaque samedi et dimanche. En 2011, l'émission n'est pas reconduite.
Depuis le lancement de la chaîne BFM Sport, le 7 juin 2016, l'After Foot est diffusé tous les soirs sur la chaîne.

## Filmographie
- 2024 : Numéro 10 de David Diane : lui-même